# Грушево (Кобринский район)
Гру́шево (бел. Грушава, полес. Грушово) — деревня в Кобринском районе Брестской области Белоруссии. Входит в состав Городецкого сельсовета.
По данным на 1 января 2016 года население составило 383 человека в 180 домохозяйствах.
В деревне расположены почтовое отделение, библиотека, фельдшерско-акушерский пункт и два магазина.

## География
Деревня расположена в 28 км к северо-востоку от города Кобрин, 6 км от станции Городец, в 72 км к востоку от Бреста, у автодороги М10 Кобрин-Гомель.
На 2012 год площадь населённого пункта составила 2,8 км² (280 га).

## История
Населённый пункт известен с XV века как село Кобринского княжества. В XVI веке им владели Юрий Пац, Василий и Андрей Сангушко, королева Бона. Пребывало Грушево и в собственности Александра Суворова. В 1812 году его купил кобринский хорунжий Антоний Родзевич. С того времени и до 1939 года усадьба принадлежала Родзевичам. 
В разное время население составляло:
- 1999 год: 224 хозяйства, 599 человек
- 2005 год: 263 хозяйства, 514 человек
- 2009 год: 415 человек
- 2016 год[2]: 180 хозяйств, 383 человека
- 2019 год[1]: 324 человека

## Достопримечательности
- Усадьба Радевичей (1825). Усадебный дом сохранился, но был существенно перестроен в сторону упрощения архитектурной формы. Вокруг бывшего усадебного дома сохранились фрагменты старого парка с прудом и следами аллей.

- На территории бывшего имения расположен огромный дуб «Девайтис». Предположительно, его возраст достигает 500 лет. Рядом с дубом установлена памятная табличка в честь Марии Родзевич.

## Галерея

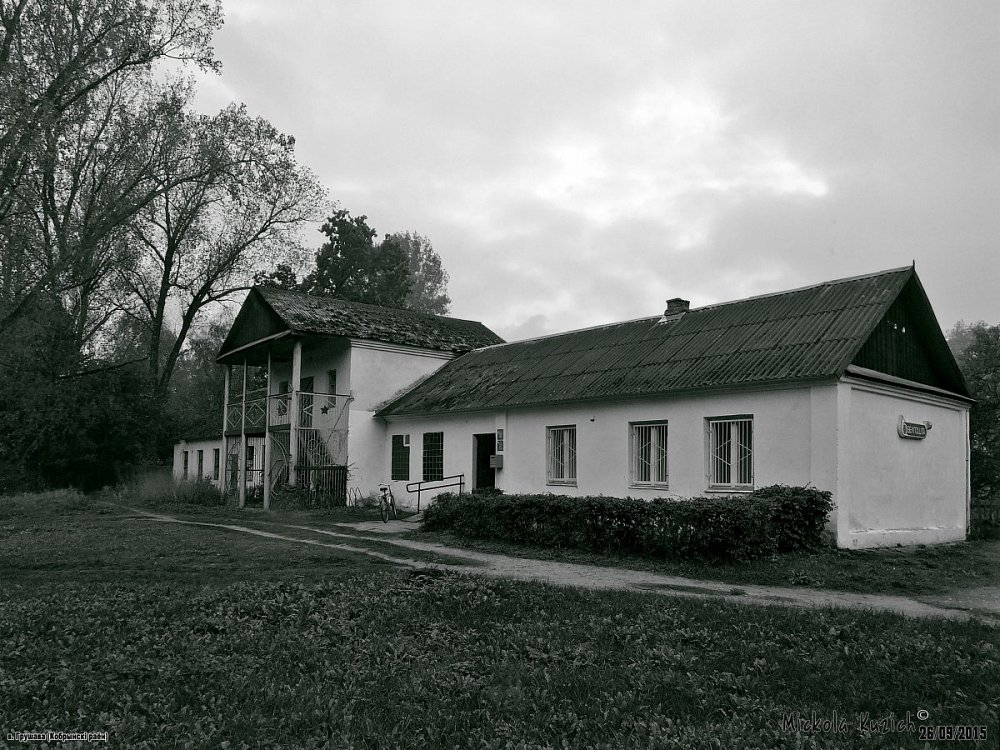
Флигель бывшей усадьбы
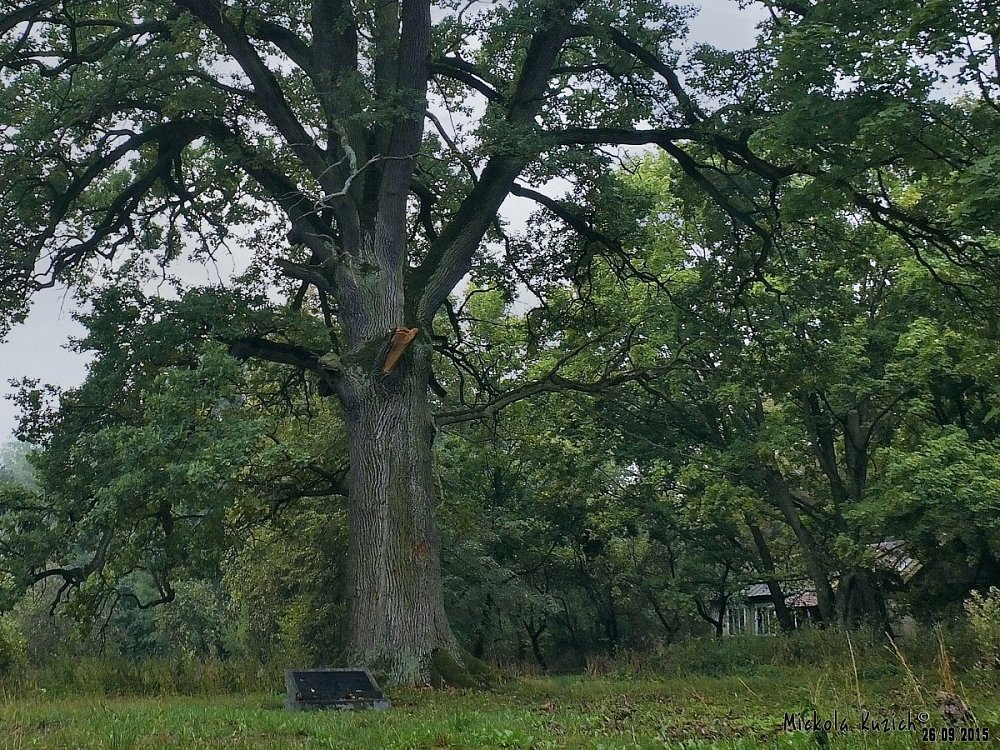
Дуб «Девайтис» на территории бывшей усадьбы

## Известные уроженцы и жители
Здесь проживала польская писательница Мария Родзевич (Родзевичувна).